# Wspólnota administracyjna Iphofen
Wspólnota administracyjna Iphofen – wspólnota administracyjna (niem. Verwaltungsgemeinschaft) w Niemczech, w kraju związkowym Bawaria, w rejencji Dolna Frankonia, w regionie Würzburg, w powiecie Kitzingen. Siedziba wspólnoty znajduje się w mieście Iphofen. Powstała 1 maja 1978.
Wspólnota administracyjna zrzesza jedno miasto (Stadt), dwie gminy targowe (Markt) oraz jedną gminę wiejską (Gemeinde): 
- Iphofen, miasto, 4 391 mieszkańców, 78,01 km²
- Markt Einersheim, gmina targowa, 1 171 mieszkańców, 7,74 km²
- Rödelsee, 1 686 mieszkańców, 11,49 km²
- Willanzheim, gmina targowa, 1 575 mieszkańców, 25,19 km²